# Pohřeb nepřítele
Pohřeb nepřítele (v anglickém originále Funeral for a Fiend) je 8. díl 19. řady (celkem 408.) amerického animovaného seriálu Simpsonovi. Scénář napsal Michael Price a díl režíroval Rob Oliver. V USA měl premiéru dne 25. listopadu 2007 na stanici Fox Broadcasting Company a v Česku byl poprvé vysílán 22. března 2009 na stanici ČT2.

## Děj
Rodina Simpsonových vidí televizní reklamu na novou restauraci, kterou vlastní kovboj Wes Doobner a jež se dokonale hodí pro každého člena rodiny. Rozhodnou se ji navštívit při jejím slavnostním otevření, ale zjistí, že Doobnerem je ve skutečnosti Levák Bob, který opustil Itálii spolu se svou ženou Francescou a synem Ginem a vytvořil restauraci i reklamu, aby Simpsonovy nalákal do pasti. Po svázání Simpsonových Bob odhalí velkou hromadu beden naplněných dynamitem, kterým je zabije, přičemž jako rozbušku použije notebook s vadnou baterií (jež se přehřeje a exploduje). Bob při své škodolibosti nesprávně cituje větu z Macbetha a Líza ho opraví. Bob se pokusí vyhledat správnou frázi na Wikipedii, ale notebook mu exploduje v rukou, načež je zatčen a odveden k soudu. 
Během Bobova procesu je předvolán jako svědek Bobův otec, doktor Robert Terwilliger starší. Ten vysvětluje, že Bob má vzácnou srdeční vadu, a také naznačuje, že Bob je šílený kvůli svému dlouholetému sporu s Bartem. Protože všechny u soudu trápí Bartovy žertíky, Bob přesvědčí Springfield, že za to nakonec může Bart, a všichni se obrátí proti němu. Když se Bart hájí svou nevinou, vytáhne Bob lahvičku s nápisem nitroglycerin, o níž si všichni myslí, že je to smrtící výbušnina. Jakmile však Bart lahvičku odhodí, aby všechny zachránil, ukáže se, že je to ve skutečnosti Bobův lék na srdce, a Bob se zhroutí na zem a je prohlášen za mrtvého. 
Pohřbu se účastní celá Bobova rodina – jeho matka, známá shakespearovská herečka, Judith Underdunková, otec, bratr Cecil, jenž byl pro tuto příležitost propuštěn z vězení, a Francesca a Gino. Pohřbu se účastní také mnoho běžných Springfielďanů. Bart se cítí mírně provinile, promluví si s Cecilem a rozhodne se jít do pohřebního ústavu, aby se s Bobem usmířil, než bude zpopelněn. Bob se však živý a zdravý zvedne z rakve a uvězní v ní Barta, aby ho zpopelnil. 
Líza si mezitím díky Milhousovi uvědomí, že vše bylo promyšleným spiknutím, které připravil Bob a jeho rodina – vzhledem k tomu, že jeho matka byla shakespearovská herečka, znal by Bob Shakespeara příliš dobře na to, aby ho omylem špatně citoval, a dojde jí, že to musel udělat úmyslně, aby ho chytili a dostal se k soudu, kde ho otec pomocí speciální drogy uvedl do stavu vypadajícího jako smrt. Cecil pomohl tím, že zahrál na Bartovo špatné svědomí a povzbudil ho, aby navštívil Boba, čímž Barta znovu vlákal do Bobových spárů. Rodina Simpsonových běží do pohřebního ústavu a tak tak se jim podaří Barta včas zachránit. Poté přijíždí policie a zatýká Boba i jeho rodinu. Poražený, ale zvědavý Bob se ptá Lízy, jak mohla přijít na jeho spiknutí – Líza přiznává, že vlastně začala mít podezření, když si všimla, že Bobova rakev byla vyrobena na míru jeho nohám, a podotýká, že jeho rodina by se pravděpodobně neobtěžovala platit za něco takového, kdyby byl skutečně mrtvý. Bob a jeho rodina jsou pak uvězněni spolu se spoluvězněm prvního z nich, Haďákem, který je neustále trápí, zatímco Bob si představuje, že Simpsonovy zabil.

## Produkce
Scéna, kdy Homer brání Marge, aby dostala Barta z rakve, a říká jí „Musíš překonat svůj strach z rakví.“ je odvozena z úvodní scény dílu Bratrovražedný tenis, kde Bart uvízne v rakvi a začne panikařit. Tento vtip byl napsán pro Simpsonovy ve filmu, avšak scéna s ním byla z konečné verze filmu vystřižena, a tak byla hláška znovu použita zde.

## Přijetí
Epizodu sledovalo asi 9 milionu diváků.
Robert Canning ze serveru IGN udělil epizodě známku 6,2/10, přičemž uvedl: „Bylo zde několik příjemných scén, ale půlhodina postrádala množství úsměvných momentů a Bobův konečný plán nebyl příliš překvapivý.“. Webová stránka později zařadila epizodu na 9. místo v seznamu 10 nejlepších epizod Leváka Boba, přičemž Canning uvedl, že „vrátila Boba na jeho cestu pomsty, a to je vlastně jediný faktor, který tuto epizodu posouvá nad jejího předchůdce. I přes návrat k tomu, co známe, se stále jedná o jednu z nejslabších epizod Leváka Boba. Jedním z hlavních aspektů tohoto dílu je, že se v něm znovu setkala rodina Craneových z Frasiera. (…) I když to mohlo být komediální zlato, Simpsonovi tuto příležitost promarnili. Místo toho, aby seriál zachoval známou dynamiku, kterou tito herci sdíleli již dříve (což byla taktika, která se velmi dobře osvědčila v prvním Cecilově výstupu), vydal se jinou cestou a z Mahoneyho postavy otce udělal stejně povýšeného a snobského jako jeho animované syny. Když se k tomu přidala příliš propracovaná a nevtipná zápletka s cílem zabít Barta, nepodařilo se Pohřbu nepřítele zachytit nic z kouzla prvních řad Leváka Boba.“
Richard Keller z AOL TV uvedl: „I když Pierce a Mahoney měli své momenty, byl to v této epizodě celý Grammer jako Levák Bob, který se rozpadá ve švech. (…) Z větší části byla epizoda tohoto týdne zábavná. Navíc také vnesla do seriálu trochu kontinuity, což je něco, co v programu přichází a odchází.“.
Genevieve Koskiová z The A.V. Clubu udělila dílu hodnocení B+, pochválila vystoupení Pierce a Mahoneyho jako Cecila a doktora Terwilligera po Frasierovi, ale kritizovala dějovou linku s TiVo na začátku a kladla si otázku, „jestli Lízina rekapitulace zápletky Leváka Boba měla být poctou dílu Černý vdovec, kdy Bart rekapituloval Bobův plán na zabití Selmy. Pokud ano, bylo to polovičaté; pokud ne, byla to příjemná trocha neúmyslné nostalgie.“